# Tossal Rodó (Guixers)
|  | Aquest article tracta sobre la muntanya del Solsonès i Berguedà. Vegeu-ne altres significats a «Tossal Rodó». |

El Tossal Rodó és una muntanya de 1.436,9 metres que es troba a la Vall de Lord entre els municipis de Guixers (Solsonès) i de Gòsol (Berguedà).